# Épisodes de Gracepoint
Cet article présente le guide des épisodes de la série télévisée américaine Gracepoint.

## Généralités
- La saison a été diffusée du 24 octobre 2014 au 11 décembre 2014 par le réseau NBC.
- Au Canada, la saison a été diffusée en simultanée sur le réseau Global[1].

## Distribution

### Acteurs principaux
- David Tennant : Détective Emmett Carver
- Anna Gunn : Détective Ellie Miller
- Michael Peña : Mark Solano, père de Danny Solano
- Kevin Zegers : Owen Burke
- Nick Nolte : Jack Reinhold
- Jacki Weaver : Susan Wright
- Kevin Rankin : Paul Coates
- Jack Irvine : Tom Miller, fils d'Ellie Miller
- Virginia Kull : Beth Solano, mère de Danny Solano
- Sarah-Jane Potts : Gemma Fisher
- Josh Hamilton : Joe Miller, mari d'Ellie Miller
- Kendrick Sampson : Dean IversonStephen
- Louis Grush : Vince Novik
- Madalyn Horcher : Chloe Solano

### Acteurs récurrents et invités
- Alisen Down : Kathy Eaton
- Adam Greydon Reid : Raymond Connelly
- Tom Butler : Terrence Morgan
- Darcy Laurie : Hugo Garcia
- Karyn Mott : Angela Schulz
- Nikolas Filipovic : Danny Solano

## Liste des épisodes

### Épisode 1
- États-Unis /  Canada : 2 octobre 2014 sur Fox[2] / Global[3]
- Belgique : 12 février 2015 sur La Une[4]
- France : 3 juillet 2017 sur France 2[5]

- États-Unis : 4,76 millions de téléspectateurs[6] (première diffusion)

### Épisode 2
- États-Unis /  Canada : 9 octobre 2014 sur Fox / Global
- Belgique : 12 février 2015 sur La Une
- France : 3 juillet 2017 sur France 2

- États-Unis : 3,80 millions de téléspectateurs[7] (première diffusion)

### Épisode 3
- États-Unis /  Canada : 16 octobre 2014 sur Fox / Global
- Belgique : 19 février 2015 sur La Une
- France : 10 juillet 2017 sur France 2

- États-Unis : 3,70 millions de téléspectateurs[8] (première diffusion)

### Épisode 4
- États-Unis /  Canada : 23 octobre 2014 sur Fox / Global
- Belgique : 19 février 2015 sur La Une
- France : 10 juillet 2017 sur France 2

- États-Unis : 3,52 millions de téléspectateurs[9] (première diffusion)

### Épisode 5
- États-Unis /  Canada : 30 octobre 2014 sur Fox / Global
- Belgique : 26 février 2015 sur La Une
- France : 17 juillet 2017 sur France 2

- États-Unis : 3,31 millions de téléspectateurs[10] (première diffusion)

### Épisode 6
- États-Unis /  Canada : 6 novembre 2014 sur Fox / Global
- Belgique : 26 février 2015 sur La Une
- France : 17 juillet 2017 sur France 2

- États-Unis : 3,03 millions de téléspectateurs [11] (première diffusion)

### Épisode 7
- États-Unis /  Canada : 13 novembre 2014 sur Fox / Global
- Belgique : 5 mars 2015 sur La Une
- France : 24 juillet 2017 sur France 2

- États-Unis : 3,49 millions de téléspectateurs [12] (première diffusion)

### Épisode 8
- États-Unis /  Canada : 20 novembre 2014 sur Fox / Global
- Belgique : 5 mars 2015 sur La Une
- France : 24 juillet 2017 sur France 2

- États-Unis : 3,12 millions de téléspectateurs[13] (première diffusion)

### Épisode 9
- États-Unis /  Canada : 4 décembre 2014 sur Fox / Global
- Belgique : 12 mars 2015 sur La Une
- France : 31 juillet 2017 sur France 2

- États-Unis : 3,61 millions de téléspectateurs [14] (première diffusion)

### Épisode 10
- États-Unis /  Canada : 11 décembre 2014 sur Fox / Global
- Belgique : 12 mars 2015 sur La Une
- France : 31 juillet 2017 sur France 2

- États-Unis : 4,01 millions de téléspectateurs [15] (première diffusion)